# Xysticus emertoni
Xysticus emertoni là một loài nhện trong họ Thomisidae.
Loài này thuộc chi Xysticus. Xysticus emertoni được Eugen von Keyserling miêu tả năm 1880.